# Roslep
Roslep (estniska: Rooslepa) är en by i Läänemaa i västra Estland, 75 km väster om huvudstaden Tallinn. Den hade 25 invånare år 2011. Den ligger i den del av Nuckö kommun som ligger på fastlandet, norr om halvön Nuckö. Byn ligger på Estlands västkust mot Östersjön, söder om Derhamn och norr om Ölbäck. Österut, inåt land, ligger Bergsby.
Roslep ligger i det område som traditionellt har varit bebott av estlandssvenskar och även det svenska namnet på byn är officiellt. I byn finns Rosleps kapell och en kyrkogård där bland annat den estlandssvenska poeten Mats Ekman (1859–1934) ligger begravd, liksom medlemmar av familjen Taube. Grundaren och den förste ordföranden för svenska volleybollförbundet, Einar Hamberg (1925-2023), kom från byn, där idrotten spelat en stor roll för den sociala identiteten.